# 新雪 (小説)
『新雪』（しんせつ）は、藤澤桓夫の小説、それを原作とした映画作品、およびその主題歌の題名。
『新雪』は、まず、藤澤桓夫による新聞連載小説として、1941年11月24日から1942年4月28日まで『朝日新聞』に154回連載された。連載開始後に太平洋戦争が始まるという時期であったが、「さわやかな恋物語」として好評となり、1942年に五所平之助監督によって大映で映画化されて、水島道太郎、当時は宝塚歌劇団に在籍していた月丘夢路と美鳩まりが主演して、灰田勝彦が歌った同名の主題歌もヒットした。
内容は、国民学校の青年教師・蓑和田を主人公に、女医と恩師の娘との淡い恋愛模様を描くものであった。
戦後も、楽曲「新雪」は様々な歌手によって歌われた。また1962年と1966年には、テレビドラマも制作された。

## 映画
映画『新雪』は、五所平之助監督のもとで、館岡謙之助の脚本によって大映で製作され、1942年10月1日に公開された。

### 概要
五所平之助監督が松竹退社後初めて大映で手がけた作品。
本作は大ヒットし「大映初めてのヒット作」と評される。
大都映画のスターだった水島道太郎と、当時は宝塚歌劇団に在籍していた月丘夢路が主演した。
おもな撮影地は、兵庫県神戸市の高羽国民学校（後の神戸市立高羽小学校）で、撮影は1942年夏に行なわれ、当時の同校の児童も5年生、6年生を中心に20人ほどがエキストラとして撮影に参加した。映画公開時に、エキストラとして参加した児童たちが映画館へ見に行ったところ、恋愛映画であり子どもは入場できなかった、というエピソードも伝えられている。
戦後長く、プリント等が残っていない「幻の映画」とされたが、1996年に東京国立近代美術館フィルムセンターがロシアのゴスフィルモフォンド（ロシア国立映画保存所）を現地調査した際に、存在が確認された。後に東京国立近代美術館フィルムセンターがこのフィルムを購入した。現存するのはオリジナル124分のうち84分相当であるが、実際に上映可能な74分相当分だけでもストーリーは理解できるという。

### スタッフ
- 脚色：館岡謙之助
- 演出：五所平之助、蕪木淳、小松原力、小倉泰美、菅野恒三
- 撮影：岡野薫、兼井和郎、中村壽郎、松橋梅夫、井上雅夫
- 録音：長谷川光雄、増田一美
- 美術：今井高一、木村威夫
- 照明：伊東辰雄、安藤眞之助
- 装置：小山照吉
- 装飾：三田正武
- 小道具：河島仁
- 背景：西牧恭平
- 園藝：坂根音次郎
- 工作：島田二朗
- 衣裳：坂口福松
- 美髪：寒川ヤスエ
- 技髪：牧野正雄
- 音響効果：高野藤夫
- 普通寫眞：山本松次郎
- 華道：田島素峡(草心流家元)
- 現像：東洋現像所
- 音樂：久保田公平
- 編輯：辻井正則
- 製作担当：大中豊
- 配給：映画配給社

### 主題歌
ビクターレコード レコード番号:A4351号
- 「新雪」（作詞：佐伯孝夫、作曲：佐々木俊一、歌：灰田勝彦）
- 「千代の唄」（作詞：佐伯孝夫、作曲：清水保雄、歌：月丘夢路）

### 出演者
- 蓑和田良太：水島道太郎
- 片山千代：月丘夢路(宝塚歌劇団)

湯川家
- 丈亮：高山徳右衛門
- 保子：美鳩まり
- おきくさん：武田サダ

片山家
- 進：白川博
- 母：久野あかね

正木家
- 信夫：井染四郎
- 淑江：國分みさを

徳井家
- 金兵衛：山口勇
- 妻：浦辺粂子
- 金之助：矢田稔

長谷家
- 靜枝：近松里子
- 英雄：小林直樹

國民學校
- 校長：吉井莞象
- 古井教頭：斎藤紫香
- 千葉訓導：石黒達也
- 伊東訓導：水原洋一
- 竹井訓導：小杉光史
- 木村訓導：冬木映彦
- 若原訓導：若原初子
- 千明訓導：千明明子
- 小使さん：赤星瞭
- 小久保：上代勇吉

父兄會
- 安藤夫人：吉田八千代
- 息子：南澤昌平
- 社長夫人：中野政野
- 事務長夫人：藤村昌子
- 老人：岩井昇
- 退役軍人：加原武門

隣組
- 食料品店主人：見明凡太朗
- 高村さん：高村榮一
- 菊地さん：菊地良一
- 三井の奥さん：三井知惠
- 煙草屋のおばさん：小峰千代子
- 南條さん：南條はるみ
- 鴨川の奥様：鴨川百合子
- 仲居：光川京子
- 看護婦：高松律子
- 若い夫：松原輝夫
- 若い妻：文野朋子
- 少年：奥岡榮二郎

賛助出演
- 劇團新兒童劇場

## 楽曲
映画『新雪』の主題歌は、映画と同名の「新雪」として佐伯孝夫の作詞、佐々木俊一の作曲によって書かれ、灰田勝彦が歌い、映画の封切りとともに1942年10月に発売されて、ヒット曲となった。
戦後も、楽曲「新雪」は様々な歌手によって歌われている。NHK紅白歌合戦では、第3回（1953年1月2日）に映画の主演女優であった月丘夢路が、後述のテレビドラマではフランク永井が、「名曲紅白」というテーマが掲げられた第33回（1982年12月31日）に新沼謙治が、それぞれ歌った。
「新雪」は、佐伯孝夫の作詞作品を集めた佐良直美の1972年のカバー・アルバム『鈴懸の径 -佐伯孝夫 優しい詩集-』にも収録された。
「新雪」は灰田勝彦の歌の中では、カラオケで歌われる機会が最も多い曲のひとつとされている。

## テレビドラマ

### 1962年版
1962年2月1日と同年2月8日の2回に渡って、日本テレビ系列の『武田ロマン劇場』（武田薬品工業一社提供。木曜21:45 - 22:30）で放送。

#### 出演者
- 高野真二
- 葵京子
- 瞳麗子
- 佐藤慶
- 夏川大二郎
- 上田吉二郎
- 堀越節子
- 猿若清方

### 1966年版
1966年8月30日から同年12月27日まで日本テレビ系列で放送。全18回。前番組『母の曲』に引き続き、サンスターシオノギ（サンスター歯磨＝現：サンスター）の一社提供。放送時間は毎週火曜21:30 - 22:00。

#### 出演者
- 本郷功次郎
- 藤村志保
- 小林千登勢
- 佐野周二
- 桜むつ子
- 三宅邦子
- ほか

#### スタッフ
- 原作：藤澤恒夫
- 主な脚本：辻久一
- 主な監督：井上芳夫、大塚莞爾（デビュー作）
- 制作：NTV、大映テレビ室

| 日本テレビ系列 武田ロマン劇場                            | 日本テレビ系列 武田ロマン劇場 | 日本テレビ系列 武田ロマン劇場 |
| 前番組                                                   | 番組名                        | 次番組                        |
| -------------------------------------------------------- | ----------------------------- | ----------------------------- |
| 幾山河                                                   | 新雪 （1962年版）             | 良人の貞操                    |
| 日本テレビ系列 火曜21時後半 サンスターシオノギ一社提供枠 |                               |                               |
| 母の曲                                                   | 新雪 （1966年版）             | 氷壁                          |